# Andrej Nebb
Andrej Nebb (de fapt Andrzej Paweł Dziubek, n. 14 iunie 1954, Jabłonka) este un muzician și artist plastic polonez care s-a refugiat în 1970 în Norvegia.
Fiind un mare admirator al lui Jimi Hendrix, plănuise de fapt să se ducă în SUA ca să devină chitarist. Războiul din Vietnam însă îl făcu să-și schimbe părerea, și a rămas în Norvegia.
În Norvegia se împrietenește cu Ludvig Eikaas, și se înscrie la Institutul de arte plastice din Oslo. Prima formație din Norvegia pe care o înființează a fost Berlin Band, în perioada când curentele punk și new wave predominau.
În 1978 îl întâlnește pe Ola Snortheim cu care formează formația Pull Out. Pull Out îl include și pe Volker Zibell la keyboards (care mai apoi merge la The Cut) și pe Kikkan Fossum (ulterior la Plann). Majoritatea repertoriului era scris de Nebb; Zibell a scris și el câteve piese, dar Nebb nu se arătă prea interesat în a le cânta.
După destrămarea formației Pull Out, Nebb și Snortheim îl co-optează pe Jørn Christensen și astfel se formează De Press, care au scos 3 LP-uri, 2 7" og 1 12" EP înainte de a se destrăma în 1983.
Chiar înainte ca De Press să se destrame, Nebb formează formația Holy Toy împreună cu Bjørn Sorknes. Holy Toy a fost o formație mult mai experimentală decît De Press. Holy Toy a existat până în anul 1989, dar Nebb a scos și alte discuri, printre care Fjøse în 1987.
În 1990 De Press s-au reântrunit, și au continuat activitatea timp de trei ani. În această perioadă au avut o sesiune de înregistrări în care au înregistrat nu mai puțin de 60 de cântece. Deja în anul 1981 De Press, împreună cu formațiile norvegiene Kjøtt și The Aller Værste! au avut un turneu în Polonia unde au cântat printre altele la șantierul naval din Gdansk.
În 1995 Nebb scoate primul disc sub nume propriu, Blagism, o înregistrare cu melodii de pe albumul lui Bruce Haack "Electric Lucifer" (fără ca acest lucru să fie numit pe disc), iar în 1998 a scos CD-ul Natural, unde Nebb cântă pentru prima oară în norvegiană. Pe discul Kvite Fuglar din 2000 folosește în exclusivitate texte ale poetului norvegian Tor Jonsson. În 2006 scoate albumul Rekyl, tot pe versurile lui Tor Jonsson.
Nebb a scos 8 albume și mai multe EP-uri în Polonia; acestea nu a fost puse în vânzare în Norvegia.
Nebb locuiește actualmente alternativ în Norvegia și în Polonia.
Este proprietarul unei galerii de artă (Kunst Galleri Nebb Andrej Pawek Dziubek) la Oslo.
Ca artist performance a citit poezii agățat cu capul în jos de un cablu la 25 de metri deasupra Parlamentului norvegian, a avut expoziție cu testicule de cal înfipte în frigări păstrate în cloroform, sau a expus viței partajați.

## Premii
- Premiul rock al revistei norvegiene Ballade (2006)[4]